# Tisbe elongata
Tisbe elongata är en kräftdjursart som först beskrevs av A. Scott 1896.  Tisbe elongata ingår i släktet Tisbe och familjen Tisbidae. Inga underarter finns listade i Catalogue of Life.